# Susan Devoy
Dame Susan Elizabeth Anne Devoy, DNZM, CBE (* 4. Januar 1964 in Rotorua) ist eine ehemalige neuseeländische Squashspielerin.

## Leben
Susan Devoy wurde in Rotorua geboren und besuchte dort das MacKillop College. Am 12. Dezember 1986 heiratete sie den neuseeländischen Squashspieler John Oakley, der gleichzeitig ihr Manager war, in ihrer Heimatstadt Rotorua. Das Paar hat vier Söhne und lebt aktuell in Tauranga. Devoy bekleidete von 2013 bis 2018 das Amt des Race Relations Commissioner der neuseeländischen Human Rights Commission.

## Karriere
Susan Devoy gewann in ihrer professionellen Karriere 52 Titel und war insgesamt 105 Monate an der Spitze der Weltrangliste. Erstmals stand sie am 1. April 1984 an der Weltranglistenspitze und beendete neunmal das Jahr als Ranglistenführende. Gleich fünfmal in Folge stand sie im Finale der Weltmeisterschaft: 1985 besiegte sie gleich bei ihrer ersten Teilnahme Lisa Opie und verteidigte 1987 ihren Titel erfolgreich vor heimischer Kulisse in Neuseeland, abermals gegen Lisa Opie. 1989 unterlag sie erstmals im Finale, als sie in vier Sätzen gegen Martine Le Moignan verlor. Im Folgejahr revanchierte sich Susan Devoy für diese Niederlage und besiegte Le Moignan. Ihren vierten und letzten Titel gewann sie 1992 gegen Michelle Martin. Mit der neuseeländischen Nationalmannschaft wurde sie 1985 und 1992 jeweils Vizeweltmeister hinter England bzw. Australien. Bei den British Open gewann sie zwischen 1984 und 1992 insgesamt acht Titel. Von 1983 bis 1992 gewann sie zudem zehnmal in Folge neuseeländische Landesmeisterschaft, eine Rekordmarke.

## Auszeichnungen
1986 wurde Susan Devoy zum MBE ernannt, 1993 erfolgte die Ernennung zum CBE. Im Jahr 1998 wurde sie als Dame Companion of the New Zealand Order of Merit mit nur 34 Jahren in den Adelsstand erhoben. Sie war damit die jüngste neuseeländische Person seit Edmund Hillary, der diese Ehre zuteilwurde. Fünfmal wurde Susan Devoy zudem zwischen 1985 und 1993 zur neuseeländischen Sportlerin des Jahres gewählt. Im Jahr 1993 wurde sie in die World Squash Hall of Fame aufgenommen. Die University of Waikato verlieh Susan Devoy 2013 die Ehrendoktorwürde.

## Erfolge
- Weltmeister: 4 Titel (1985, 1987, 1990, 1992)
- Vizeweltmeister mit der Mannschaft: 1985, 1992
- Gewonnene WSA-Titel: 52
- Neuseeländische Landesmeisterschaft: 10 Titel (1983–1992)
- Neuseeländische Sportlerin des Jahres: 1985, 1986, 1987, 1988, 1993
- 105 Monate Weltranglistenerste